# Konform gravitation
Konform gravitation är det generiska namnet för gravitationsteorier, som är invarianta under konforma transformationer i Riemanngeometriskt avseende. Mer stringent uttryckt är de invarianta under Weyl-transformationer
{\displaystyle g_{ab}\rightarrow \Omega ^{2}(x)g_{ab}}
där gab är den metriska tensorn och Ω(x) är en funktion av rumtiden.